# Betrieblicher Sanitätsdienst

Sanitätsstation im betrieblichen Sanitätsdienst

Erste-Hilfe-Material

Der betriebliche Sanitätsdienst (auch betriebliches Rettungswesen) sorgt für die medizinische Betreuung von Mitarbeitern eines Betriebes vor allem bei Unfällen und sonstigen Notfällen.
Das Aufgabenspektrum reicht von der einfachen Wundversorgung und erweiterten Erste Hilfe über Augenspülungen bis hin zu notfallmedizinischen Maßnahmen (z. B. Wiederbelebung) und der Übernahme von Aufgaben des Rettungsdienstes und Katastrophenschutzes auf dem Betriebsgelände. Auch die Dokumentation von Arbeitsunfällen und Berufserkrankungen zur Sicherstellung von Leistungsansprüchen gegen die Berufsgenossenschaften, sowie die Wartung und Kontrolle der medizinischen Notfallausrüstung (z. B. Verbandkästen) obliegt in der Regel dem betrieblichen Sanitätsdienst.
Oftmals übernimmt der betriebliche Sanitätsdienst auch Aufgaben des arbeitsmedizinischen Dienstes (AMD) eines Betriebes, wie beispielsweise Vorsorge- und Kontrolluntersuchungen, und unterstützt somit den bestellten Betriebsarzt bei seiner Tätigkeit.
Die Tätigkeit wird von nichtärztlichen Mitarbeitern (Betriebssanitäter, Rettungsfachpersonal, Krankenpfleger) und Ärzten ausgeübt.

## Rechtliche Rahmenbedingungen
Im Unterschied zur Ausbildung von Sanitätern und zu Sanitätswachdiensten bei Veranstaltungen, die zumeist von den Hilfsorganisationen nach eigenen Richtlinien durchgeführt werden, existieren für den betrieblichen Sanitätsdienst definierte gesetzliche Vorgaben.
So wird die Mindestausbildung und die Fortbildung des Betriebssanitäters festgelegt sowie vorgegeben, unter welchen Umständen (Art des Betriebes, Mitarbeiterzahl) in welchem Umfang Hilfsmittel oder organisatorische Maßnahmen (Verbandmaterial, Sanitätsraum, Betriebssanitäter) vorzuhalten sind.